# Déguisement

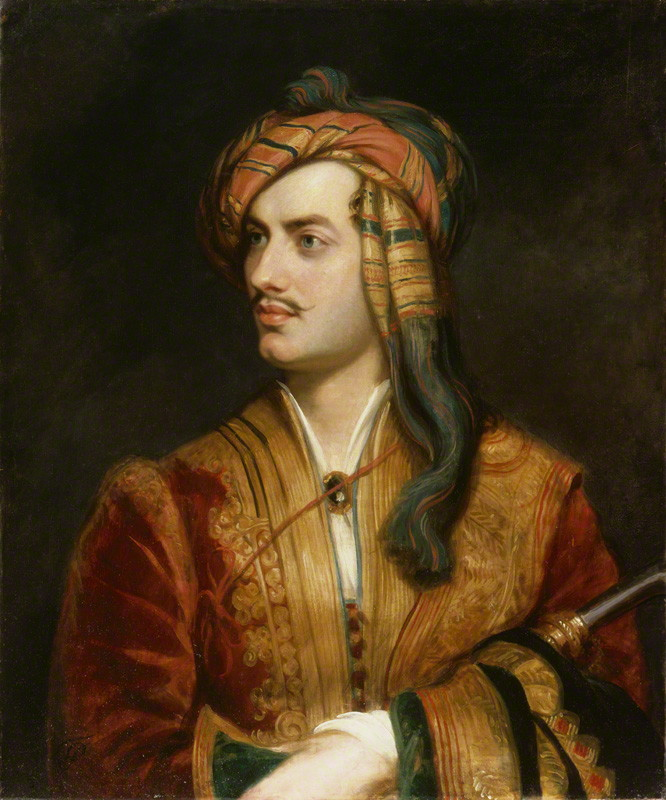
Lord Byron en tenue souliote.

Un déguisement est un costume revêtu afin de paraître méconnaissable ou de ressembler à quelqu'un d'autre. Il peut correspondre à un vêtement d'une autre époque, appartenant à une autre catégorie sociale ou inspiré d'un personnage imaginaire. Les déguisements sont couramment revêtus lors de carnavals, de festivals ou de fêtes populaires par des enfants comme des adultes.